# Arènes d'Alicante
Les Arènes d'Alicante (en espagnol, plaza de toros de Alicante) sont des arènes situées dans la ville espagnole d'Alicante. Il s'agit d'une arène de deuxième catégorie selon le Décret royal qui organise les arènes taurines en trois catégories en fonction de l'ancienneté, de la tradition, de la taille et du nombre de festivités annuelles. Il s'agit d'une des arènes en fonctionnement les plus anciennes de la Communauté de Valence.

## Histoire

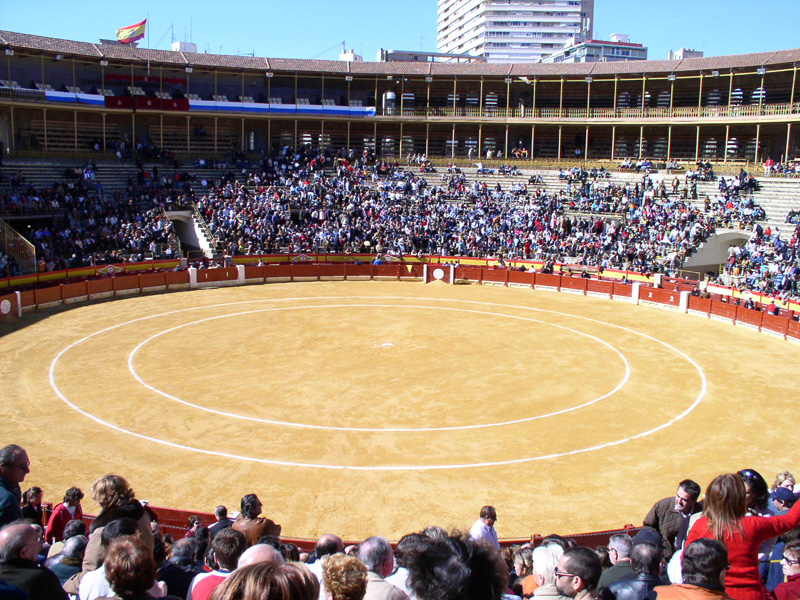
L'intérieur des arènes

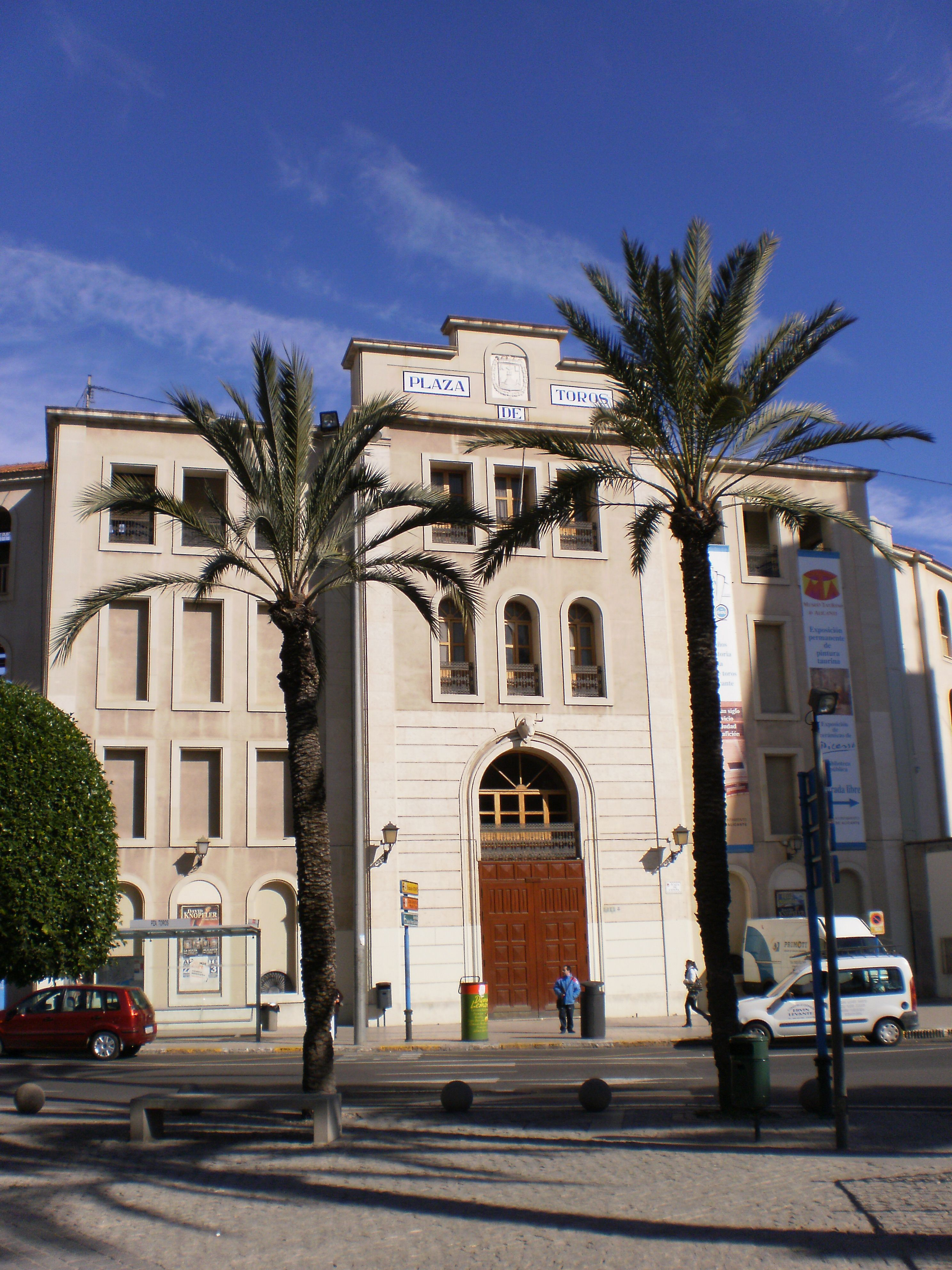
Grand portail extérieur

La première corrida célébrée à Alicante dans laquelle il existe des données remonte à 1700, pour célébrer le centenaire de la conversion en collégiale de l'actuelle cathédrale San Nicolás. Depuis le début du XVIIIe siècle, les corridas à Alicante se tenaient en divers lieux, comme la plaza del Mar ou celle de San Francisco, en y bâtissant pour l'occasion une arène en bois provisoire. Les arènes d'Alicante ont été construites en 1848 selon le projet de l'architecte Emilio Jover, mais ce n'est qu'en 1888 avec les transformations de José Guardiola Pico, que l'enceinte a pris son importance actuelle, passant à presque 16 000 sièges pour une ville qui ne comptait alors que 19 000 habitants. Son inauguration a eu lieu les 15 au 17 juin 1888.

### Guerre Civile
Avec la prise de la ville par les troupes franquistes, l'endroit a été converti pendant quelques semaines en camp de concentration de prisonniers républicains, concrètement jusqu'à mai  1939,,.

## Autres événements
Au marge de son activité taurine principale, les arènes ont été aussi fréquemment la scène de concerts, meetings politiques et spectacles sportifs, comme la finale de la Coupe du Roi de Basket-ball de 1952 ou la demi-finale de Coupe Davis de tennis de 2004, en plus d'être le lieu de l'élection de la Bellea del Foc lors des Fêtes de San Juan.